# ناو ایزومی
ناو ایزومی (به انگلیسی: Japanese cruiser Izumi) یک کشتی بود که طول آن ۸۲٫۲۹ متر (۲۷۰ فوت) بود. این کشتی در سال ۱۸۸۳ ساخته شد.